# Vườn Bách thảo Missouri

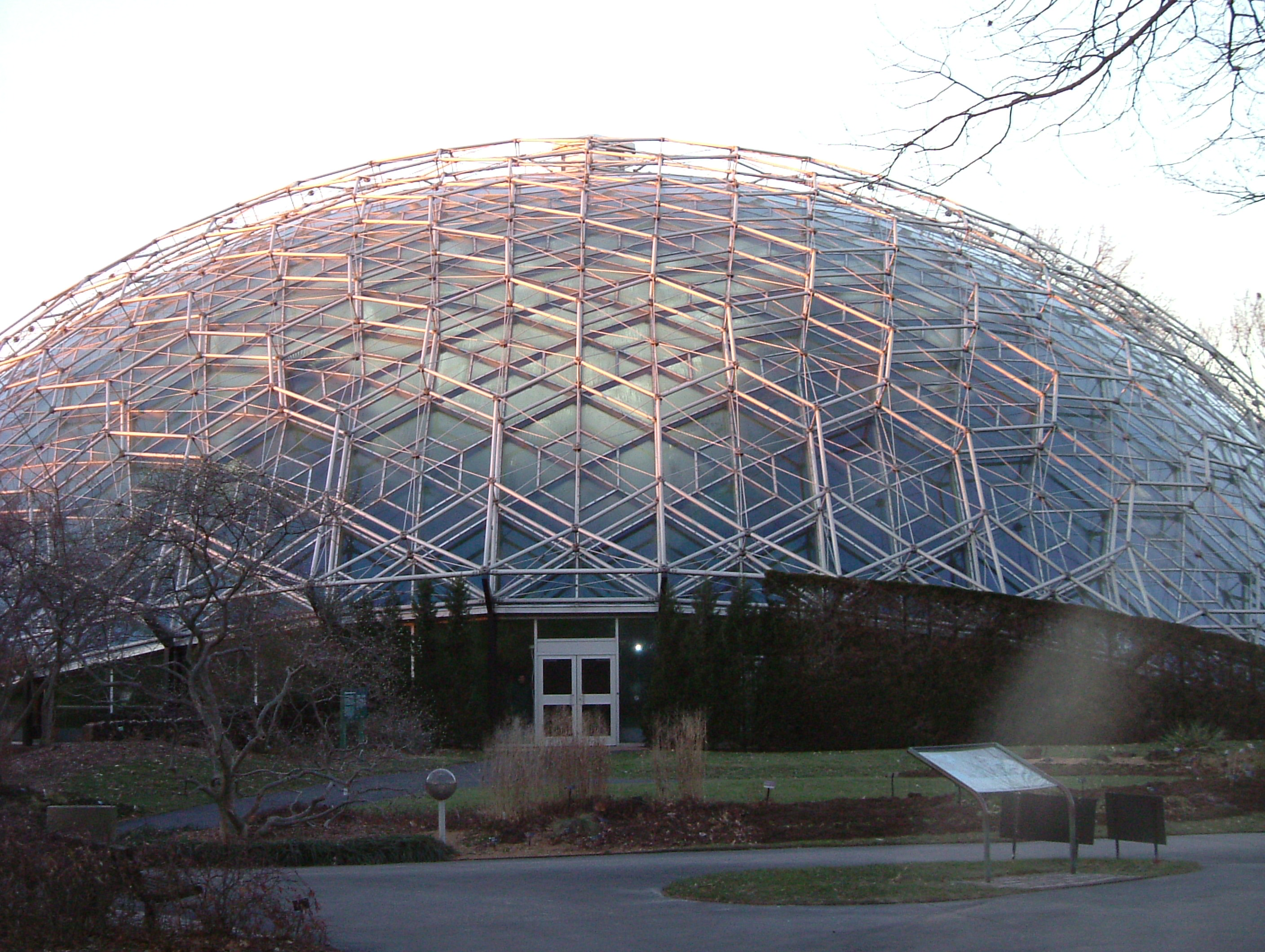
Nhà kính Climatron mô phỏng khí hậu của rừng mưa cho các mục đích bảo tồn và giáo dục.

Vườn Bách thảo Missouri là một vườn bách thảo nằm ở St. Louis.  Nó cũng được biết đến là Vườn Shaw vì đặt theo tên nhà sáng lập và hoạt động từ thiện Henry Shaw.

## Lịch sử
Được thành lập năm 1859, vườn là một trong các học viện thực vật lâu đời nhất ở Hoa Kỳ và là một danh lam Lịch sử Quốc gia Hoa Kỳ.